# マリアへのお告げ
『マリアへのお告げ』（マリアへのおつげ、原題：L'Annonce faite à Marie）は、フランスの詩人・劇作家ポール・クローデル作の戯曲。中世末期のフランスの田舎を舞台にして、ハンセン病になった主人公ヴィオレーヌをめぐる話である。クローデルの作品としてもっとも人気のある戯曲で「キリスト教的犠牲の意味を追求し」20世紀における「宗教劇の復興をもたらした」と評される。

## 成立過程
クローデルが旧作『乙女ヴィオレーヌ』(La Jeune Fille Violaine) を改作改題して、1912年に文学雑誌『新フランス評論』に連載発表し、同年12月にリュニェ・ポーが主宰する劇団「制作座」がパリのマラコフ座で初演した。その後クローデルが1940年と1948年に改稿している。

## 舞台・時代設定
フランスの田舎。中世末期。ジャンヌ・ダルクと同時代。当時はハンセン病に対する有効な治療法がなかった。

## 登場人物
ヴィオレーヌ
ハンセン病になり、家を出る。
マラ
ヴィオレーヌの妹。
アンヌ・ヴェルコール
ヴィオレーヌの父。
ジャック・ユリ
ヴィオレーヌの婚約者。
エリザベート
ヴィオレーヌの母。
ピエール・ド・クラオン
ヴィオレーヌの友人。聖堂建築の技師。

## あらすじ
話は主人公のヴィオレーヌが18歳のときに友人で聖堂建築の技師ピエール・ド・クラオンに再会する場面から始まる。ヴィオレーヌはハンセン病になり、家を出る。ヴィオレーヌの婚約者ジャック・ユリはヴィオレーヌの妹マラと結婚する。ジャックとマラの幼い娘が急死する。病で目が見えなくなっているヴィオレーヌがその子を抱くと生き返る。しかしその娘の目の色がマラと同じ黒色からヴィオレーヌと同じ青色に変わっている。ヴィオレーヌはマラに殺される。

## 初演
1912年12月にリュニェ・ポー主宰の劇団である制作座がパリのマラコフ座で初演した。演出は劇団主宰者のリュニェ・ポーが担当した。音楽はヴァンサン・ダンディが作曲し、装置はジャン・ヴァリオが担当した。
主人公ヴィオレーヌはルイーズ・ララが演じた。もともとヴィオレーヌ役を演じるはずだったマリ・カルフは病気のため、ルイーズ・ララが招聘され代役を務めた。マリ・カルフは夫である劇作家ルノルマンと共に作者クローデルの上演許可を得ていた。ヴィオレーヌの父アンヌ・ヴェルコール役は演出を担当したリュニェ・ポーが演じた。

## 評価
クローデルの作品としてもっとも人気のある戯曲で「キリスト教的犠牲の意味を追求し」20世紀における「宗教劇の復興をもたらした」と評される。